# Ole Sæter
Ole Sæter (Trondheim, 1996. március 30. –) norvég labdarúgó, a Rosenborg csatárja.

## Pályafutása
Sæter a norvégiai Trondheim városában született. Az ifjúsági pályafutását a helyi Freidig csapatában kezdte, majd 2011-ben az Trond akadémiájánál folytatta.
2016-ban mutatkozott be a Sverresborg felnőtt csapatában. 2018-ban a Kristiansund II-höz, majd 2019-ben a Nardohoz igazolt. 2019-ben a másodosztályban szereplő Ranheim szerződtette.
2021. január 15-én hároméves szerződést kötött az első osztályú Rosenborg együttesével. Először a 2021. május 30-ai, Stabæk ellen 4–2-re megnyert mérkőzés 91. percében, Dino Islamović cseréjeként lépett pályára. A 2021-es szezon második felében az Ullensaker/Kisa csapatát erősítette kölcsönben. 2022. május 29-én, a Vålerenga ellen 4–0-ra megnyert találkozón kétszer is betalált az ellenfél hálójába.

## Statisztikák
2022. november 6. szerint
| Klub                         | Szezon   | Osztály     | Bajnokság | Bajnokság | Kupa  | Kupa | Nemzetközi | Nemzetközi | Összesen | Összesen |
| Klub                         | Szezon   | Osztály     | Meccs     | Gól       | Meccs | Gól  | Meccs      | Gól        | Meccs    | Gól      |
| ---------------------------- | -------- | ----------- | --------- | --------- | ----- | ---- | ---------- | ---------- | -------- | -------- |
| Ranheim                      | 2020     | OBOS-ligaen | 20        | 11        | —     | —    | —          | —          | 20       | 11       |
| Rosenborg                    | 2021     | Eliteserien | 1         | 0         | 0     | 0    | —          | —          | 1        | 0        |
| Rosenborg                    | 2022     | Eliteserien | 20        | 14        | 2     | 1    | —          | —          | 22       | 15       |
| Rosenborg                    | Összesen | Összesen    | 21        | 14        | 2     | 1    | 0          | 0          | 23       | 15       |
| Ullensaker/Kisa (kölcsönben) | 2021     | OBOS-ligaen | 6         | 0         | 0     | 0    | —          | —          | 6        | 0        |
| Összesen                     | Összesen | Összesen    | 47        | 25        | 2     | 1    | 0          | 0          | 49       | 26       |

## Fordítás
Ez a szócikk részben vagy egészben  az   Ole Sæter című angol Wikipédia-szócikk fordításán alapul.  Az eredeti cikk szerkesztőit annak laptörténete sorolja fel. Ez a jelzés csupán a megfogalmazás eredetét és a szerzői jogokat jelzi, nem szolgál a cikkben szereplő információk forrásmegjelöléseként.